# Rắn chuột
Rắn chuột hay rắn săn chuột là các loài rắn trong họ rắn nước phân bố ở Bắc Bán cầu có tập tính thường xuyên săn bắt những động vật gặm nhấm nhỏ (chủ yếu là chuột) và một số loài chim nhỏ. Nhìn chung, những loài rắn này không độc và chủ yếu vô hại, chúng không độc và chỉ cắn người khi bị khiêu khích nhưng hầu như chúng sẽ lẩn tránh con người.
Rắn chuột cũng là con mồi của một số loài rắn khác như Rắn san hô, rắn hổ mang chúa, rắn sọc vằn... chúng cũng là loài vật thuộc nhóm động vật tự ăn bản thân khi có bằng chứng cho thấy một con rắn chuột đang tự nuốt đuôi của mình và đã chết khi cố gắng làm điều đó một vài lần nữa. Một con rắn chuột khác cũng được phát hiện trong tư thế đang nuốt chửng 2/3 cơ thể của chính nó. Trong một cửa hàng thú nuôi, rất nhiều người cũng đã kinh hãi hùng khủng khiếp khi thấy con rắn này tự nuốt và cắn đuôi mình đến mức máu chảy loang lổ.